# Sophia Desta
La princesa Sophia Desta (Jima, Imperio etíope, 25 de enero de 1934-Londres, Inglaterra, 11 de noviembre de 2021) fue una princesa etíope. Hija de Tenagnework de Etiopía y Desta Damtew. A su vez, es nieta de los emperadores Haile Selassie y Menen Asfaw.

## Biografía
Cuando Etiopía fue ocupada por las fuerzas de la Italia fascista entre 1935 y 1941, su padre lideró las fuerzas etíopes en el frente sur. Fue capturado y ejecutado sumariamente en febrero de 1937. Su madre, la princesa Tenagnework, se vio obligada a exiliarse con sus hijos y el resto de la familia imperial para evitar ser capturada. La familia fue primero a Jerusalén donde la joven Emebet-Hoy Sophia y su prima la princesa Ejegaheu Asfawossen pasaron su infancia.
Siguió su educación superior en el Instituto Froebel de la Universidad de Roehampton, donde obtuvo la licenciatura en Educación con especialización en enseñanza. Se casó en enero de 1959 en Addis Abeba con el capitán Dereje Haile Mariam, hijo del héroe de guerra Haile Mariam Mamo. Su abuelo, el emperador Haile Selassie, la elevó al rango de princesa. Enviudó cuando el Capitán Dereje murió luchando para sofocar el intento de golpe de Estado de la Guardia Imperial de diciembre de 1960.
La princesa Sophia Desta estableció una institución privada, la Escuela Internacional Entoto, que dirigía personalmente. La escuela ofreció becas para estudiantes que provenían de entornos desfavorecidos. Participó en los muchos esfuerzos filantrópicos de la familia imperial, incluido el establecimiento de Cheshire Etiopía y el trabajo con la Asociación Cristiana de Mujeres Jóvenes, que brindó apoyo y capacitación a mujeres jóvenes etíopes y ayudó a mejorar su sustento. Acompañó al Emperador Haile Selassie I en varias visitas a estados extranjeros.
Estuvo presa en Alem Bekagn desde 1974 hasta su liberación en 1988, cuando se instaló en Ginebra, Suiza y luego en Londres, donde murió el 11 de noviembre de 2021.

## Matrimonio y descendencia
Contrajo matrimonio con el capitán Dereje Haile Mariam, en una boda doble con su hermana la princesa Seble el 31 de enero de 1959. Dereje Haile Mariam era graduado de la Real Academia Militar de Sandhurst, fue asesinado el 16 de diciembre de 1960 al defender al emperador de un golpe de Estado.
- Hannah Mariam Meherete Sellasie Dereje (nacida el febrero de 1961). Se casó con Aklog Asfaw. Tuvieron un hijo: Desta Aklog, nacido el 4 de octubre de 1994.

## Título, estilo y honores
- 1 de enero de 1934 - Presente: Su Alteza Real la princesa Sophia Desta de Etiopía

### Honores

#### Honores dinásticos nacionales
- Gran Cordón con Collar de la Orden de la Reina de Saba[4]
- Recipiente de la  Medalla del Refugiado Archivado el 26 de diciembre de 2012 en Wayback Machine.
- Recipiente de la Medalla Aniversario de Plata del Emperador Haile Selassie I y la Emperatriz Menen Archivado el 26 de diciembre de 2012 en Wayback Machine.
- Recipiente de la Medalla del Jubileo de Rubí del emperador Haile Selassie I.

#### Honores extranjeros
- Camboya: Gran Cruz de la Order de la Reina Kossomak[4]
- España: Gran Cruz de la Orden de Isabel la Católica[5]